# Дійсні члени Російської академії наук

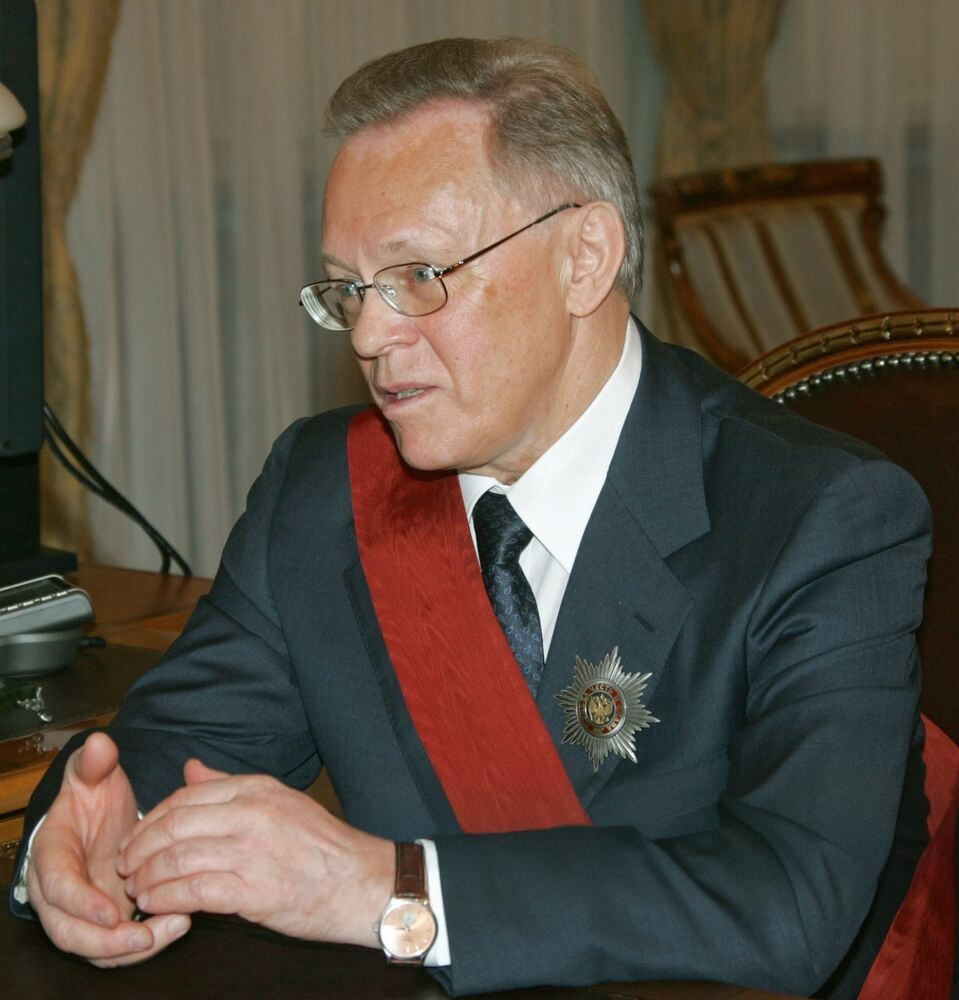
Президент РАН (1991—2013) Ю. С. Осипов

Членами Російської академії наук є дійсні члени РАН (академіки) і члени-кореспонденти РАН.  Члени РАН обираються довічно загальними зборами академії з-поміж вчених, які є громадянами Російської Федерації. Дійсними членами РАН обираються вчені, які збагатили науку працями першорядного наукового значення. Головний обов'язок членів Російської академії наук полягає в тому, щоб збагачувати науку новими досягненнями.

## Список академіків
Нижче наведено поточний список дійсних членів РАН. Для кожного академіка вказана дата народження, дата обрання академіком, відділення та секція РАН, в яких перебуває академік, спеціальність, за якою академік був обраний, регіональне відділення, науковий ступінь та посилання на персональну сторінку академіка на офіційному сайті РАН.
Всього в списку 199 академіків (у тому числі 5 жінок), з яких 23 були обрані в АН СРСР, решта 176 — в РАН.
| Прізвище Ім'я По батькові             | Дата народження    | Дата обрання       | Відділення | Секція  | Спеціальність                                                   | Регіон | Ступінь    | Сайт РАН |
| ------------------------------------- | ------------------ | ------------------ | ---------- | ------- | --------------------------------------------------------------- | ------ | ---------- | -------- |
| Аганбегян Абел Гезевич                | 1932, 8 жовтня     | 1974, 26 листопада | ВСН        | СЕ      | Економіка                                                       |        | д.е.н.     | 2395     |
| Адріанов Андрій Володимирович         | 1964, 2 січня      | 2006, 25 травня    | ВБН        | СЗБ     | Біологія моря                                                   | ДСВ    | д.б.н.     | 53851    |
| Адушкін Віталій Васильович            | 1932, 10 вересня   | 2003, 22 травня    | ВНЗ        | СГГГГН  | Геофізика                                                       |        | д.ф.-м.н.  | 1910     |
| Алдошин Сергій Михайлович             | 1953, 2 березня    | 2003, 22 травня    | ВХНМ       | СХН     | Фізична хімія                                                   |        | д.х.н.     | 1162     |
| Александров Євген Борисович           | 1936, 13 квітня    | 1992, 11 червня    | ВФН        | СЗФА    | Фізика                                                          |        | д.ф.-м.н.  | 310      |
| Алексєєв Веніамін Васильович          | 1934, 3 липня      | 1997, 29 травня    | ВІФН       | СІ      | Российская історія                                              | УрВ    | д.і.н.     | 2208     |
| Алфімов Михайло Володимирович         | 1937, 6 липня      | 1997, 29 травня    | ВНІТ       | СНТ     | Хімія                                                           |        | д.ф.-м.н.  | 1150     |
| Анфіногентова Анна Антонівна          | 1938, 29 грудня    | 2000, 26 травня    | ВСН        | СЕ      | Економіка                                                       |        | д.е.н.     | 2400     |
| Асєєв Олександр Леонідович            | 1946, 24 вересня   | 2006, 25 травня    | ВНІТ       | СНТ     | Фізика                                                          | СВ     | д.ф.-м.н.  | 3004     |
| Бабешко Володимир Андрійович          | 1941, 30 травня    | 1997, 29 травня    | ВЕММПУ     | СМ      | Механіка                                                        |        | д.ф.-м.н.  | 772      |
| Банних Олег Олександрович             | 1931, 27 вересня   | 1992, 11 червня    | ВХНМ       | СНМ     | Фізікохімія та технологія неорганічних матеріалів               |        | д.т.н.     | 1358     |
| Берлін Олександр Олександрович        | 1940, 27 вересня   | 2003, 22 травня    | ВХНМ       | СХН     | Високомолекулярні сполуки                                       |        | д.х.н.     | 1189     |
| Бетелін Володимир Борисович           | 1946, 8 серпня     | 2003, 22 травня    | ВНІТ       | СІТА    | Інформаційні технології та автоматизація                        |        | д.ф.-м.н.  | 1007     |
| Білецька Ірина Петрівна               | 1933, 10 березня   | 1992, 11 червня    | ВХНМ       | СХН     | Органічна хімія                                                 |        | д.х.н.     | 1171     |
| Богданов Олексій Олексійович          | 1935, 11 жовтня    | 1994, 31 березня   | ВБН        | СФХБ    | Фізико-хімічна біологія                                         |        | д.х.н.     | 1465     |
| Болдирєв Володимир В'ячеславович      | 1927, 8 квітня     | 1991, 7 грудня     | ВХНМ       | СНМ     | Хімія нових матеріалів                                          | СВ     | д.х.н.     | 1341     |
| Большаков Володимир Миколайович       | 1934, 21 вересня   | 1987, 23 грудня    | ВБН        | СЗБ     | Екологія                                                        | УрВ    | д.б.н.     | 1651     |
| Бондур Валерій Григорович             | 1947, 28 жовтня    | 2003, 22 травня    | ВНЗ        | СОФАГ   | Океанологія                                                     |        | д.т.н.     | 47545    |
| Боровков Олександр Олексійович        | 1931, 6 березня    | 1990, 15 грудня    | ВМН        | СМ      | Математика                                                      | СВ     | д.ф.-м.н.  | 205      |
| Бортніков Микола Стефанович           | 1946, 25 березня   | 2008, 29 травня    | ВНЗ        | СГГГГН  | Мінералогія, процеси рудоутворення                              |        | д.г.-м.н.  | 1895     |
| Бубнов Юрій Миколайович               | 1934, 1 жовтня     | 2000, 26 травня    | ВХНМ       | СХН     | Органічна хімія                                                 |        | д.х.н.     | 1190     |
| Бузник В'ячеслав Михайлович           | 1945, 26 квітня    | 1997, 29 травня    | ВХНМ       | СНМ     | Неорганічна хімія                                               | ДСВ    | д.х.н.     | 1359     |
| Бучаченко Анатолій Леонідович         | 1935, 7 вересня    | 1992, 11 червня    | ВХНМ       | СНМ     | Фізична хімія                                                   |        | д.х.н.     | 134      |
| Ваганов Євген Олександрович           | 1948, 10 жовтня    | 1997, 29 травня    | ВБН        | СЗБ     | Біологія                                                        | СВ     | д.б.н.     | 1664     |
| Васильєв Віктор Анатолійович          | 1956, 10 квітня    | 2003, 22 травня    | ВМН        | СМ      | Математика                                                      |        | д.ф.-м.н.  | 225      |
| Васильєв Станіслав Миколайович        | 1946, 5 липня      | 2006, 25 травня    | ВЕММПУ     | СПМПУ   | Процеси управління                                              | СВ     | д.ф.-м.н.  | 822      |
| Власов Валентин Вікторович            | 1947, 22 листопада | 2000, 26 травня    | ВБН        | СФХБ    | Фізико-хімічна біологія                                         | СВ     | д.х.н.     | 1502     |
| Вомперський Станіслав Едуардович      | 1930, 20 березня   | 2003, 22 травня    | ВБН        | СЗБ     | Лісознавство                                                    |        | д.б.н.     | 46781    |
| Ганієв Рівнер Фазилович               | 1937, 1 квітня     | 1994, 31 березня   | ВЕММПУ     | СМ      | Механіка, машинобудування                                       |        | д.т.н.     | 773      |
| Геловані Віктор Арчилович             | 1944, 8 жовтня     | 1997, 29 травня    | ВНІТ       | СІТА    | Інформатика                                                     |        | д.т.н.     | 996      |
| Георгієв Георгій Павлович             | 1933, 4 лютого     | 1987, 23 грудня    | ВБН        | СФХБ    | Молекулярна біологія                                            |        | д.б.н.     | 1468     |
| Георгієв Павло Георгійович            | 1965, 24 січня     | 2006, 25 травня    | ВБН        | СФХБ    | Молекулярна біологія, молекулярна генетика                      |        | д.б.н.     | 49219    |
| Глазьєв Сергій Юрійович               | 1961, 1 січня      | 2008, 29 травня    | ВСН        | СЕ      | Економіка                                                       |        | д.е.н.     | 49251    |
| Гліко Олександр Олегович              | 1948, 1 січня      | 2006, 25 травня    | ВНЗ        | СГГГГН  | Геофізика                                                       |        | д.ф.-м.н.  | 1942     |
| Голіцин Георгій Сергійович            | 1935, 23 січня     | 1987, 23 грудня    | ВНЗ        | СОФАГ   | Фізика атмосфери                                                |        | д.ф.-м.н.  | 47       |
| Горовой Петро Григорович              | 1936, 13 грудня    | 1997, 29 травня    | ВБН        | СЗБ     | Ботаніка                                                        | ДСВ    | д.б.н.     | 1665     |
| Горячева Ірина Георгіївна             | 1947, 30 травня    | 2003, 22 травня    | ВЕММПУ     | СМ      | Механіка                                                        |        | д.ф.-м.н.  | 826      |
| Гречкін Олександр Миколайович         | 1952, 4 червня     | 2008, 29 травня    | ВБН        | СФХБ    | Біоорганічна хімія                                              |        | д.б.н.     | 1508     |
| Грєхов Ігор Всеволодович              | 1934, 10 вересня   | 2008, 29 травня    | ВЕММПУ     | СЕ      | Енергетика                                                      |        | д.ф.-м.н.  | 695      |
| Гуляєв Юрій Васильович                | 1935, 18 вересня   | 1984, 26 грудня    | ВНІТ       | СОЛТСЕБ | Елементна база, матеріали обчислювальної техніки та діагностика |        | д.ф.-м.н.  | 48       |
| Гусейнов Абдусалам Абдулкеримович     | 1939, 8 березня    | 2003, 22 травня    | ВСН        | СФСПП   | Філософія                                                       |        | д.філос.н. | 2330     |
| Демірчян Камо Серопович               | 1928, 25 жовтня    | 1984, 26 грудня    | ВЕММПУ     | СЕ      | Загальна енергетика                                             |        | д.т.н.     | 655      |
| Дерев'янко Анатолій Пантелійович      | 1943, 9 січня      | 1987, 23 грудня    | ВІФН       | СІ      | Історія, археологія                                             | СВ     | д.і.н.     | 2186     |
| Дєдов Іван Іванович                   | 1941, 12 лютого    | 2003, 22 травня    | ВБН        | СФ      | Фізіологія, ендокринологія                                      |        | д.м.н.     | 53894    |
| Диканський Микола Сергійович          | 1941, 30 липня     | 2011, 22 грудня    | ВФН        | СЯФ     | Ядерна фізика                                                   |        | д.м.н.     | 606      |
| Димніков Валентин Павлович            | 1938, 26 листопада | 1997, 29 травня    | ВМН        | СПМІ    | Фізика атмосфери                                                |        | д.ф.-м.н.  | 2111     |
| Динкін Олександр Олександрович        | 1948, 30 липня     | 2006, 25 травня    | ВСН        | СМВ     | Світова економіка, міжнародні відносини                         |        | д.е.н.     | 2512     |
| Дмитрієвський Анатолій Миколайович    | 1937, 6 травня     | 1991, 7 грудня     | ВНЗ        | СГГГГН  | Геологія нафти                                                  |        | д.г.-м.н.  | 1898     |
| Ентов Револьд Михайлович              | 1931, 23 березня   | 1994, 31 березня   | ВСН        | СМВ     | Світова економіка та міжнародні відносини                       |        | д.е.н.     | 2504     |
| Епов Михайло Іванович                 | 1950, 20 березня   | 2006, 25 травня    | ВНЗ        | СГГГГН  | Геологія, геофізика                                             | СВ     | д.т.н.     | 2886     |
| Євтушенко Юрій Гаврилович             | 1938, 28 грудня    | 2006, 25 травня    | ВМН        | СПМІ    | Прикладна математика та інформатика                             |        | д.ф.-м.н.  | 985      |
| Єгоров Михайло Петрович               | 1953, 1 листопада  | 2008, 29 травня    | ВХНМ       | СХН     | Органічна хімія                                                 |        | д.х.н.     | 1196     |
| Єршов Юрій Леонідович                 | 1940, 1 травня     | 1991, 7 грудня     | ВМН        | СМ      | Математика                                                      | СВ     | д.ф.-м.н.  | 209      |
| Єрьоменко Ігор Леонідович             | 1950, 13 червня    | 2006, 25 травня    | ВНІТ       | СНТ     | Фізична хімія, технічна хімія                                   |        | д.х.н.     | 1197     |
| Єфуні Сергій Наумович                 | 1930, 24 січня     | 1992, 11 червня    | ВБН        | СФ      | Фізіологія людини та тварин                                     |        | д.м.н.     | 1840     |
| Жеребцов Гелій Олександрович          | 1938, 17 вересня   | 1997, 29 травня    | ВНЗ        | СОФАГ   | Фізика атмосфери                                                | СВ     | д.ф.-м.н.  | 2100     |
| Жимулєв Ігор Федорович                | 1947, 1 січня      | 2006, 25 травня    | ВБН        | СФХБ    | Молекулярна біологія                                            | СВ     | д.б.н.     | 1512     |
| Жуков Василь Іванович                 | 1947, 1 квітня     | 2006, 25 травня    | ВСН        | СФСПП   | Соціологія                                                      |        | д.і.н.     | 53874    |
| Журавльов Віктор Пилипович            | 1943, 29 серпня    | 2003, 22 травня    | ВЕММПУ     | СМ      | Механіка                                                        |        | д.ф.-м.н.  | 831      |
| Журавльов Юрій Миколайович            | 1939, 24 лютого    | 2000, 26 травня    | ВБН        | СФХБ    | Фізіологія рослин                                               | ДСВ    | д.б.н.     | 1513     |
| Заліханов Михайло Чоккайович          | 1939, 22 червня    | 1990, 15 грудня    | ВНЗ        | СОФАГ   | Географія                                                       |        | д.г.н.     | 2101     |
| Зелений Лев Матвійович                | 1948, 23 серпня    | 2008, 29 травня    | ВФН        | СЗФА    | Фізика і астрономія                                             |        | д.ф.-м.н.  | 53900    |
| Золотов Юрій Олександрович            | 1932, 4 жовтня     | 1987, 23 грудня    | ВХНМ       | СНМ     | Аналітична хімія                                                |        | д.х.н.     | 1225     |
| Ібрагімов Ільдар Абдуллович           | 1932, 15 липня     | 1997, 29 травня    | ВМН        | СМ      | Математика, у тому числі обчислювальна математика               |        | д.ф.-м.н.  | 191      |
| Іванова Людмила Миколаївна            | 1929, 10 лютого    | 1997, 29 травня    | ВБН        | СФ      | Фізіологія людини та тварин                                     | СВ     | д.м.н.     | 1841     |
| Ієвлєв Валентин Михайлович            | 1938, 1 грудня     | 2008, 29 травня    | ВХНМ       | СНМ     | Наноматеріали                                                   |        | д.ф.-м.н.  | 1349     |
| Ільїн Юрій Вікторович                 | 1941, 21 грудня    | 1992, 11 червня    | ВБН        | СФХБ    | Молекулярна біологія та молекулярна генетика                    |        | д.б.н.     | 1488     |
| Ількаєв Радій Іванович                | 1938, 9 жовтня     | 2003, 22 травня    | ВФН        | СЯФ     | Ядерна фізика                                                   |        | д.ф.-м.н.  | 49162    |
| Інге-Вечтомов Сергій Георгійович      | 1939, 4 квітня     | 2003, 22 травня    | ВБН        | СЗБ     | Генетика                                                        |        | д.б.н.     | 1684     |
| Ішаєв Віктор Іванович                 | 1948, 16 квітня    | 2008, 29 травня    | ВСН        | СЕ      | Регіональна економіка                                           | ДСВ    | д.е.н.     | 53875    |
| Каблов Євген Миколайович              | 1952, 14 лютого    | 2006, 25 травня    | ВХНМ       | СНМ     | Жароміцні конструкційні матеріали                               |        | д.т.н.     | 1386     |
| Казанський Микола Миколайович         | 1952, 25 червня    | 2006, 25 травня    | ВІФН       | СМЛ     | Мовознавство                                                    |        | д.філ.н.   | 2593     |
| Касимов Микола Сергійович             | 1946, 16 травня    | 2008, 29 травня    | ВНЗ        | СОФАГ   | Географія                                                       |        | д.г.н.     | 49248    |
| Каторгін Борис Іванович               | 1934, 13 жовтня    | 2003, 22 травня    | ВЕММПУ     | СЕ      | Енергетика                                                      |        | д.т.н.     | 49179    |
| Кірпічніков Михайло Петрович          | 1945, 9 листопада  | 1997, 29 травня    | ВБН        | СФХБ    | Фізико-хімічна біологія                                         |        | д.б.н.     | 1489     |
| Климов Дмитро Михайлович              | 1933, 13 липня     | 1992, 11 червня    | ВЕММПУ     | СМ      | Механіка                                                        |        | д.ф.-м.н.  | 769      |
| Клюєв Володимир Володимирович         | 1937, 2 січня      | 2006, 25 травня    | ВЕММПУ     | СПМПУ   | Машинобудування                                                 |        | д.т.н.     | 836      |
| Когарко Лія Миколаївна                | 1936, 17 травня    | 1997, 29 травня    | ВНЗ        | СГГГГН  | Геохімія                                                        |        | д.г.-м.н.  | 1924     |
| Козлов Валерій Васильович             | 1950, 1 січня      | 2000, 26 травня    | ВМН        | СМ      | Механіка                                                        |        | д.ф.-м.н.  | 837      |
| Кокошин Андрій Опанасович             | 1945, 26 жовтня    | 2006, 25 травня    | ВСН        | СФСПП   | Політологія                                                     |        | д.і.н.     | 2509     |
| Колесников Володимир Іванович         | 1941, 5 листопада  | 2003, 22 травня    | ВЕММПУ     | СПМПУ   | Машинобудування, транспорт                                      |        | д.т.н.     | 838      |
| Колчанов Микола Олександрович         | 1947, 9 січня      | 2008, 29 травня    | ВНІТ       | СНТ     | Нанотехнології, біоінформатика                                  | СВ     | д.б.н.     | 3023     |
| Коновалов Олександр Миколайович       | 1933, 12 грудня    | 1992, 11 червня    | ВБН        | СФ      | Клінічна фізіологія нервової системи                            |        | д.м.н.     | 49232    |
| Коротєєв Анатолій Сазонович           | 1936, 22 липня     | 1994, 31 березня   | ВЕММПУ     | СЕ      | Енергетика                                                      |        | д.т.н.     | 659      |
| Костюк Валерій Вікторович             | 1940, 26 серпня    | 1997, 29 травня    | ВЕММПУ     | СЕ      | Теплофізика                                                     |        | д.т.н.     | 680      |
| Котляков Володимир Михайлович         | 1931, 6 червня     | 1991, 7 грудня     | ВНЗ        | СОФАГ   | Географія, океанологія                                          |        | д.г.н.     | 2094     |
| Красніков Геннадій Якович             | 1958, 30 квітня    | 2008, 29 травня    | ВНІТ       | СОЛТСЕБ | Мікро- та наноелектроніка                                       |        | д.т.н.     | 1027     |
| Кримський Гермоген Пилипович          | 1937, 18 листопада | 1997, 29 травня    | ВФН        | СЗФА    | Космічна фізика                                                 | СВ     | д.ф.-м.н.  | 322      |
| Куделін Олександр Борисович           | 1944, 4 березня    | 2003, 22 травня    | ВІФН       | СМЛ     | Літературознавство                                              |        | д.філ.н.   | 2604     |
| Кузнецов Микола Олександрович         | 1939, 9 березня    | 1994, 31 березня   | ВНІТ       | СОЛТСЕБ | Управління інформаційними процесами                             |        | д.т.н.     | 874      |
| Кузнецов Микола Тимофійович           | 1931, 25 вересня   | 1994, 31 березня   | ВХНМ       | СНМ     | Фізікохімія та технологія неорганічних матеріалів               |        | д.х.н.     | 1362     |
| Кулєшов Валерій Володимирович         | 1942, 6 листопада  | 1997, 29 травня    | ВСН        | СЕ      | Економіка                                                       | СВ     | д.е.н.     | 2399     |
| Куліпанов Геннадій Миколайович        | 1942, 25 січня     | 2003, 22 травня    | ВНІТ       | СНТ     | Фізика                                                          | СВ     | д.ф.-м.н.  | 367      |
| Курленя Михайло Володимирович         | 1931, 3 жовтня     | 1991, 7 грудня     | ВНЗ        | СГГГГН  | Гірнича справа та екологія                                      | СВ     | д.т.н.     | 1902     |
| Лавров Олександр Васильович           | 1949, 29 січня     | 2008, 29 травня    | ВІФН       | СМЛ     | Літературознавство                                              |        | д.філ.н.   | 2595     |
| Левін Володимир Олексійович           | 1939, 28 вересня   | 2006, 25 травня    | ВЕММПУ     | СМ      | Механіка                                                        | ДСВ    | д.ф.-м.н.  | 840      |
| Левін Володимир Костянтинович         | 1929, 5 березня    | 2003, 22 травня    | ВНІТ       | СОЛТСЕБ | Вычислительные системи                                          |        | д.т.н.     | 988      |
| Лекторський Владислав Олександрович   | 1932, 23 серпня    | 2006, 25 травня    | ВСН        | СФСПП   | Філософія                                                       |        | д.філос.н. | 149      |
| Леонтьєв Леопольд Ігорович            | 1934, 1 грудня     | 1997, 29 травня    | ВХНМ       | СНМ     | Фізікохімія та технологія неорганічних матеріалів               | УрВ    | д.т.н.     | 49       |
| Литвак Олександр Григорович           | 1940, 17 листопада | 2006, 25 травня    | ВФН        | СЗФА    | Фізика, астрономія                                              |        | д.ф.-м.н.  | 462      |
| Ліпанов Олексій Матвійович            | 1935, 3 березня    | 2000, 26 травня    | ВЕММПУ     | СМ      | Механіка                                                        | УрВ    | д.т.н.     | 842      |
| Літників Фелікс Артемович             | 1934, 3 жовтня     | 1992, 11 червня    | ВНЗ        | СГГГГН  | Геологія, геофізика та геохімія                                 | СВ     | д.г.-м.н.  | 1925     |
| Маєвський Володимир Іванович          | 1941, 1 червня     | 2000, 26 травня    | ВСН        | СЕ      | Економіка                                                       |        | д.е.н.     | 2413     |
| Макаров Валерій Леонідович            | 1937, 25 травня    | 1990, 15 грудня    | ВСН        | СЕ      | Економіка                                                       |        | д.ф.-м.н.  | 2393     |
| Макаров Олександр Олександрович       | 1950, 30 вересня   | 2008, 29 травня    | ВБН        | СФХБ    | Нанотехнології, молекулярна біофізика                           |        | д.б.н.     | 1582     |
| Макаров Олексій Олександрович         | 1937, 1 липня      | 2006, 25 травня    | ВЕММПУ     | СЕ      | Енергетика                                                      |        | д.е.н.     | 664      |
| Марченко Володимир Олександрович      | 1922, 7 липня      | 1987, 23 грудня    | ВМН        | СМ      | Математика, у тому числі обчислювальна математика               |        | д.ф.-м.н.  | 211      |
| Матвєєв Віктор Анатолійович           | 1941, 11 грудня    | 1994, 31 березня   | ВФН        | СЯФ     | Ядерна фізика                                                   |        | д.ф.-м.н.  | 51       |
| Матвієнко Валерій Павлович            | 1948, 9 лютого     | 2003, 22 травня    | ВЕММПУ     | СМ      | Механіка                                                        | УрВ    | д.т.н.     | 847      |
| Матишов Геннадій Григорович           | 1945, 1 січня      | 1997, 29 травня    | ВНЗ        | СОФАГ   | Океанологія, фізика атмосфери та географія                      |        | д.г.н.     | 2112     |
| Матіясевіч Юрій Володимирович         | 1947, 2 березня    | 2008, 29 травня    | ВМН        | СМ      | Математика                                                      |        | д.ф.-м.н.  | 193      |
| Мельников Володимир Павлович          | 1940, 5 липня      | 2000, 26 травня    | ВНЗ        | СОФАГ   | Географія, мерзлотознавство                                     | СВ     | д.г.-м.н.  | 2105     |
| Мирошников Анатолій Іванович          | 1940, 5 травня     | 2000, 26 травня    | ВБН        | СФХБ    | Фізико-хімічна біологія                                         |        | д.х.н.     | 1478     |
| Мінкін Володимир Ісаакович            | 1935, 4 березня    | 1994, 31 березня   | ВХНМ       | СХН     | Хімія                                                           |        | д.х.н.     | 1179     |
| Місяць Геннадій Андрійович            | 1936, 28 лютого    | 1984, 26 грудня    | ВФН        | СЗФА    | Фізика                                                          | УрВ    | д.т.н.     | 5        |
| Молін Юрій Миколайович                | 1934, 3 лютого     | 1981, 29 грудня    | ВХНМ       | СХН     | Хімія                                                           | СВ     | д.х.н.     | 1181     |
| Молодін В'ячеслав Іванович            | 1948, 26 вересня   | 1997, 29 травня    | ВІФН       | СІ      | Российская історія                                              | СВ     | д.і.н.     | 2210     |
| М'ясоєдов Борис Федорович             | 1930, 2 вересня    | 1994, 31 березня   | ВХНМ       | СХН     | Хімія                                                           |        | д.х.н.     | 84       |
| М'ясоєдов Микола Федорович            | 1936, 31 жовтня    | 2003, 22 травня    | ВБН        | СФХБ    | Биотехнологія                                                   |        | д.х.н.     | 1522     |
| Назаренко Герасим Ігорович            | 1953, 29 червня    | 2008, 29 травня    | ВНІТ       | СІТА    | Інформаційні технології в медицині                              |        | д.м.н.     | 53783    |
| Наточин Юрій Вікторович               | 1932, 6 грудня     | 1992, 11 червня    | ВБН        | СФ      | Фізіологія людини та тварин                                     |        | д.б.н.     | 38       |
| Некипелов Олександр Дмитрович         | 1951, 16 листопада | 1997, 29 травня    | ВСН        | СЕ      | Управління в соціальних та економічних системах                 |        | д.е.н.     | 2408     |
| Нігматулін Роберт Іскандрович         | 1940, 17 червня    | 1991, 7 грудня     | ВНЗ        | СОФАГ   | Механіка                                                        |        | д.ф.-м.н.  | 774      |
| Оганесян Юрій Цолакович               | 1933, 14 квітня    | 2003, 22 травня    | ВФН        | СЯФ     | Ядерна фізика                                                   |        | д.ф.-м.н.  | 615      |
| Осипов Віктор Іванович                | 1937, 15 квітня    | 1991, 7 грудня     | ВНЗ        | СГГГГН  | Гірнича справа та екологія                                      |        | д.г.-м.н.  | 1905     |
| Осипов Геннадій Васильович            | 1929, 27 червня    | 1991, 7 грудня     | ВСН        | СФСПП   | Соціологія                                                      |        | д.філос.н. | 2308     |
| Осипов Юрій Сергійович                | 1936, 7 липня      | 1987, 23 грудня    | ВМН        | СМ      | Механіка та процеси управління                                  | УрВ    | д.ф.-м.н.  | 1        |
| Островський Михайло Аркадійович       | 1935, 22 лютого    | 1994, 31 березня   | ВБН        | СФ      | Фізіологія людини та тварин                                     |        | д.б.н.     | 1537     |
| Павлов Дмитро Сергійович              | 1938, 26 липня     | 1992, 11 червня    | ВБН        | СЗБ     | Загальна біологія                                               |        | д.б.н.     | 1648     |
| Панченко Владислав Якович             | 1947, 15 вересня   | 2008, 29 травня    | ВНІТ       | СІТА    | Наноелектроніка та оптоінформаційні технології                  |        | д.ф.-м.н.  | 1074     |
| Пармон Валентин Миколайович           | 1948, 18 квітня    | 1997, 29 травня    | ВХНМ       | СХН     | Хімія                                                           | СВ     | д.х.н.     | 1154     |
| Петров Рем Вікторович                 | 1930, 22 березня   | 1984, 26 грудня    | ВНІТ       | СНТ     | Імунологія                                                      |        | д.м.н.     | 13       |
| Пешехонов Володимир Григорович        | 1934, 14 червня    | 2000, 26 травня    | ВЕММПУ     | СПМПУ   | Процеси управління                                              |        | д.т.н.     | 853      |
| Пивоваров Юрій Сергійович             | 1950, 25 квітня    | 2006, 25 травня    | ВІФН       | СІ      | Вітчизняна історія                                              |        | д.пол.н.   | 97       |
| Платонов Володимир Петрович           | 1939, 1 грудня     | 1987, 23 грудня    | ВМН        | СМ      | Математика, у тому числі алгебра та теорія чисел                |        | д.ф.-м.н.  | 217      |
| Полтерович Віктор Меєрович            | 1937, 27 грудня    | 2003, 22 травня    | ВСН        | СЕ      | Економіка, математична економіка                                |        | д.е.н.     | 49254    |
| Пономарьов-Степной Микола Миколайович | 1928, 3 грудня     | 1987, 23 грудня    | ВЕММПУ     | СЕ      | Енергетика, в тому числі атомна                                 |        | д.т.н.     | 142      |
| Попов Гаррі Олексійович               | 1934, 18 грудня    | 2008, 29 травня    | ВЕММПУ     | СПМПУ   | Машинобудування та процессы управления                          |        | д.т.н.     | 856      |
| Пущаровський Дмитро Юрійович          | 1944, 16 травня    | 2008, 29 травня    | ВНЗ        | СГГГГН  | Фізика мінералів                                                |        | д.г.-м.н.  | 58722    |
| Ребров Олексій Кузьмич                | 1933, 30 липня     | 2000, 26 травня    | ВЕММПУ     | СМ      | Механіка                                                        | СВ     | д.ф.-м.н.  | 860      |
| Ревердатто Володимир Вікторович       | 1934, 29 жовтня    | 2000, 26 травня    | ВНЗ        | СГГГГН  | Геохімія                                                        | СВ     | д.г.-м.н.  | 1971     |
| Розанов Олексій Юрійович              | 1936, 18 червня    | 2008, 29 травня    | ВБН        | СЗБ     | Загальна біологія                                               |        | д.г.-м.н.  | 1692     |
| Руденко Олег Володимирович            | 1947, 25 вересня   | 2008, 29 травня    | ВФН        | СЗФА    | Фізика і астрономія                                             |        | д.ф.-м.н.  | 381      |
| Румянцев Олександр Юрійович           | 1945, 26 липня     | 2000, 26 травня    | ВФН        | СЗФА    | Фізика                                                          |        | д.ф.-м.н.  | 382      |
| Русанов Анатолій Іванович             | 1932, 20 квітня    | 1991, 7 грудня     | ВХНМ       | СХН     | Хімія та хімічна технологія                                     |        | д.х.н.     | 1155     |
| Рютов Дмитро Дмитрович                | 1940, 6 березня    | 1992, 11 червня    | ВФН        | СЗФА    | Фізика                                                          | СВ     | д.ф.-м.н.  | 329      |
| Савін Геннадій Іванович               | 1948, 15 січня     | 2000, 26 травня    | ВМН        | СПМІ    | Інформатика                                                     |        | д.ф.-м.н.  | 123      |
| Сагдєєв Ренад Зіннурович              | 1941, 13 грудня    | 1997, 29 травня    | ВХНМ       | СХН     | Хімія                                                           | СВ     | д.х.н.     | 1183     |
| Сагдєєв Роальд Зіннурович             | 1932, 26 грудня    | 1968, 26 листопада | ВНІТ       | СНТ     | Фізика                                                          |        | д.ф.-м.н.  | 330      |
| Садовничий Віктор Антонович           | 1939, 3 квітня     | 1997, 29 травня    | ВМН        | СПМІ    | Математичні методи аналізу складних систем                      |        | д.ф.-м.н.  | 53       |
| Садовський Михайло Віссаріонович      | 1948, 25 лютого    | 2003, 22 травня    | ВФН        | СЗФА    | Фізика                                                          | УрВ    | д.ф.-м.н.  | 383      |
| Сакович Геннадій Вікторович           | 1931, 13 квітня    | 1992, 11 червня    | ВХНМ       | СХН     | Хімія                                                           | СВ     | д.т.н.     | 1184     |
| Саліхов Кев Мінуллінович              | 3 листопада 1936   | 22 грудня 2011     | ВФН        | СЗФА    | Фізика і астрономія                                             |        | д.ф.-м.н.  | 384      |
| Свердлов Євген Давидович              | 1938, 16 листопада | 1997, 29 травня    | ВБН        | СФХБ    | Фізико-хімічна біологія                                         |        | д.х.н.     | 1472     |
| Семенов Юрій Павлович                 | 1935, 20 квітня    | 2000, 26 травня    | ВЕММПУ     | СЕ      | Космічна енергетика                                             |        | д.т.н.     | 708      |
| Сергієнко Валентин Іванович           | 1944, 18 серпня    | 2000, 26 травня    | ВХНМ       | СНМ     | Хімія                                                           | ДСВ    | д.х.н.     | 1216     |
| Сидоренко Юрій Сергійович             | 1939, 8 листопада  | 2006, 25 травня    | ВБН        | СФ      | Фізіологія, онколимфология                                      |        | д.м.н.     | 58717    |
| Синяшин Олег Герольдович              | 1956, 25 лютого    | 2006, 25 травня    | ВХНМ       | СХН     | Органічна хімія                                                 |        | д.х.н.     | 1218     |
| Сінай Яків Григорович                 | 1935, 21 вересня   | 1991, 7 грудня     | ВМН        | СМ      | Математика                                                      |        | д.ф.-м.н.  | 220      |
| Скринський Олександр Миколайович      | 1936, 15 січня     | 1970, 24 листопада | ВФН        | СЯФ     | Фізика високих енергій                                          | СВ     | д.ф.-м.н.  | 31       |
| Смирнов Валентин Пантелеймонович      | 1937, 2 жовтня     | 2003, 22 травня    | ВЕММПУ     | СЕ      | Енергетика                                                      |        | д.ф.-м.н.  | 710      |
| Соколов Ігор Анатолійович             | 1954, 27 березня   | 2008, 29 травня    | ВНІТ       | СІТА    | Інформаційні технології та автоматизація                        |        | д.т.н.     | 53604    |
| Солнцев Костянтин Олександрович       | 1950, 29 березня   | 2006, 25 травня    | ВХНМ       | СНМ     | Фізікохімія та технологія керамічних матеріалів                 |        | д.х.н.     | 1429     |
| Соломонов Юрій Семенович              | 1945, 3 листопада  | 2006, 25 травня    | ВЕММПУ     | СПМПУ   | Машинобудування                                                 |        | д.т.н.     | 49195    |
| Стемпковський Олександр Леонідович    | 1950, 3 лютого     | 2006, 25 травня    | ВНІТ       | СІТА    | Інформаційні технології та автоматизація                        |        | д.т.н.     | 1086     |
| Стишов Сергій Михайлович              | 1937, 12 грудня    | 2008, 29 травня    | ВФН        | СЗФА    | Фізика і астрономія                                             |        | д.ф.-м.н.  | 297      |
| Стоник Валентин Аронович              | 1942, 4 грудня     | 2003, 22 травня    | ВБН        | СФХБ    | Біоорганічна хімія                                              | ДСВ    | д.х.н.     | 1532     |
| Сюняєв Рашид Алійович                 | 1943, 1 березня    | 1992, 11 червня    | ВФН        | СЗФА    | Астрономія                                                      |        | д.ф.-м.н.  | 331      |
| Тартаковський Володимир Олександрович | 1932, 10 серпня    | 1992, 11 червня    | ВХНМ       | СХН     | Технічна хімія                                                  |        | д.х.н.     | 1147     |
| Тарчевський Ігор Анатолійович         | 1931, 24 січня     | 1987, 23 грудня    | ВБН        | СФХБ    | Фізіологія рослин                                               |        | д.б.н.     | 1474     |
| Тишков Валерій Олександрович          | 1941, 6 листопада  | 2008, 29 травня    | ВІФН       | СІ      | Історія Росії                                                   |        | д.і.н.     | 2203     |
| Ткачук Всеволод Арсенійович           | 1946, 19 грудня    | 2006, 25 травня    | ВБН        | СФ      | Фізіологія                                                      |        | д.б.н.     | 1830     |
| Толстой Георгій Кирилович             | 1927, 24 вересня   | 2003, 22 травня    | ВСН        | СФСПП   | Право                                                           |        | д.ю.н.     | 49259    |
| Торкунов Анатолій Васильович          | 1950, 26 серпня    | 2008, 29 травня    | ВСН        | СМВ     | Міжнародні відносини (АТР)                                      |        | д.пол.н.   | 53880    |
| Трофимов Борис Олександрович          | 1938, 2 жовтня     | 2000, 26 травня    | ВХНМ       | СХН     | Органічна хімія                                                 | СВ     | д.х.н.     | 1220     |
| Трубецькой Климент Миколайович        | 1933, 3 липня      | 1991, 7 грудня     | ВНЗ        | СГГГГН  | Гірнича справа та екологія                                      |        | д.т.н.     | 56       |
| Угрюмов Михайло Веніамінович          | 1947, 11 квітня    | 2006, 25 травня    | ВБН        | СФ      | Фізіологія                                                      |        | д.б.н.     | 1831     |
| Урилов Іллягу Ханукайович             | 1956, 8 липня      | 2008, 29 травня    | ВІФН       | СІ      | Історія Росії                                                   |        | д.і.н.     | 58693    |
| Устинов Володимир Васильович          | 1949, 9 вересня    | 2008, 29 травня    | ВНІТ       | СНТ     | Фізика наноструктур, нанотехнології                             | УрВ    | д.ф.-м.н.  | 395      |
| Федонкін Михайло Олександрович        | 1946, 19 червня    | 2008, 29 травня    | ВНЗ        | СГГГГН  | Біогеохімія                                                     |        | д.б.н.     | 1986     |
| Федосов Євген Олександрович           | 1929, 14 травня    | 1984, 26 грудня    | ВЕММПУ     | СПМПУ   | Процеси управління                                              |        | д.т.н.     | 770      |
| Фоменко Анатолій Тимофійович          | 1945, 13 березня   | 1994, 31 березня   | ВМН        | СМ      | Математика                                                      |        | д.ф.-м.н.  | 199      |
| Фомін Василь Михайлович               | 1940, 5 листопада  | 2006, 25 травня    | ВЕММПУ     | СПМПУ   | Машинобудування                                                 | СВ     | д.ф.-м.н.  | 867      |
| Ханчук Олександр Іванович             | 1951, 19 вересня   | 2006, 25 травня    | ВНЗ        | СГГГГН  | Геологія, металогенія                                           | ДСВ    | д.г.-м.н.  | 2653     |
| Хомич Владислав Юрійович              | 1952, 11 квітня    | 2006, 25 травня    | ВЕММПУ     | СЕ      | Енергетика                                                      |        | д.ф.-м.н.  | 49185    |
| Хохлов Олексій Ремович                | 1954, 10 січня     | 2000, 26 травня    | ВХНМ       | СХН     | Високомолекулярні сполуки                                       |        | д.ф.-м.н.  | 1161     |
| Цивадзе Аслан Юсупович                | 1943, 20 січня     | 2003, 22 травня    | ВХНМ       | СНМ     | Фізікохімія та технологія неорганічних матеріалів               |        | д.х.н.     | 1404     |
| Чантурія Валентин Олексійович         | 1938, 15 жовтня    | 1994, 31 березня   | ВНЗ        | СГГГГН  | Гірські науки                                                   |        | д.т.н.     | 1907     |
| Чарушин Валерій Миколайович           | 1951, 10 травня    | 2003, 22 травня    | ВХНМ       | СХН     | Органічна хімія                                                 | УрВ    | д.х.н.     | 1221     |
| Черепащук Анатолій Михайлович         | 1940, 7 липня      | 2006, 25 травня    | ВФН        | СЗФА    | Фізика, астрономія                                              |        | д.ф.-м.н.  | 399      |
| Черешнєв Валерій Олександрович        | 1944, 24 жовтня    | 1997, 29 травня    | ВБН        | СЗБ     | Іммунобіологія                                                  | УрВ    | д.м.н.     | 25       |
| Черноусько Фелікс Леонідович          | 1938, 16 травня    | 1992, 11 червня    | ВЕММПУ     | СПМПУ   | Процеси управління (теорія та системи)                          |        | д.ф.-м.н.  | 783      |
| Чубар'ян Олександр Оганович           | 1931, 14 жовтня    | 2000, 26 травня    | ВІФН       | СІ      | Загальна історія                                                |        | д.і.н.     | 2196     |
| Чупахин Олег Миколайович              | 1934, 9 червня     | 1992, 11 червня    | ВХНМ       | СХН     | Органічна хімія                                                 | УрВ    | д.х.н.     | 1186     |
| Чурбанов Михайло Федорович            | 1941, 2 листопада  | 2008, 29 травня    | ВХНМ       | СНМ     | Хімія та технологія неорганічних матеріалів                     |        | д.х.н.     | 1352     |
| Шабанов Василь Пилипович              | 1940, 17 травня    | 2003, 22 травня    | ВХНМ       | СНМ     | Фізікохімія оптичних матеріалів                                 | СВ     | д.ф.-м.н.  | 401      |
| Шестаков Сергій Васильович            | 1934, 23 листопада | 2000, 26 травня    | ВБН        | СЗБ     | Загальна біологія                                               |        | д.б.н.     | 1658     |
| Шумний Володимир Костянтинович        | 1934, 12 лютого    | 1990, 15 грудня    | ВБН        | СЗБ     | Генетика                                                        | СВ     | д.б.н.     | 1674     |
| Юнусов Марат Сабирович                | 1940, 18 березня   | 2003, 22 травня    | ВХНМ       | СХН     | Органічна хімія                                                 | УрВ    | д.х.н.     | 1224     |

## Статистика та скорочення

### Вікова структура академіків РАН
Найстарішому з академіків  — математику Володимиру Олександровичу Марченко 7 липня 2025 року виповнилося 103 роки, довше за всіх (з 26 листопада 1968 року) в ранзі академіка перебуває фізик Роальд Зіннурович Сагдєєв. Наймолодшому академіку — біологу Павлу Георгійовичу Георгієву — 60 років.
З поточного складу академії в найбільш ранньому віці (34 роки) був обраний фізик Олександр Миколайович Скринський. У найбільш похилому віці (75 років) був обраний правознавець Георгій Кирилович Толстой.

### Відділення та секції РАН
| Відділення | Повна назва відділення                                                  | Кількість академіків | Секція  | Повна назва секції                                                              | Кількість академіків |
| ---------- | ----------------------------------------------------------------------- | -------------------- | ------- | ------------------------------------------------------------------------------- | -------------------- |
| ВБН        | Відділення біологічних наук                                             | 35                   | СЗБ     | Секція загальної біології                                                       | 11                   |
| ВБН        | Відділення біологічних наук                                             | 35                   | СФ      | Секція фізіології                                                               | 9                    |
| ВБН        | Відділення біологічних наук                                             | 35                   | СФХБ    | Секція фізико-хімічної біології                                                 | 15                   |
| ВЕММПУ     | Відділення енергетики, машинобудування, механіки та процесів управління | 28                   | СЕ      | Секція енергетики                                                               | 10                   |
| ВЕММПУ     | Відділення енергетики, машинобудування, механіки та процесів управління | 28                   | СМ      | Секція механіки                                                                 | 9                    |
| ВЕММПУ     | Відділення енергетики, машинобудування, механіки та процесів управління | 28                   | СПМПУ   | Секція проблем машинобудування та процесів управління                           | 9                    |
| ВІФН       | Відділення історико-філологічних наук                                   | 10                   | СІ      | Секція історії                                                                  | 7                    |
| ВІФН       | Відділення історико-філологічних наук                                   | 10                   | СМЛ     | Секція мови та літератури                                                       | 3                    |
| ВМН        | Відділення математичних наук                                            | 15                   | СМ      | Секція математики                                                               | 11                   |
| ВМН        | Відділення математичних наук                                            | 15                   | СПМІ    | Секція прикладної математики та інформатики                                     | 4                    |
| ВНІТ       | Відділення нанотехнологій та інформаційних технологій                   | 18                   | СІТА    | Секція інформаційних технологій і автоматизації                                 | 6                    |
| ВНІТ       | Відділення нанотехнологій та інформаційних технологій                   | 18                   | СНТ     | Секція нанотехнологій                                                           | 8                    |
| ВНІТ       | Відділення нанотехнологій та інформаційних технологій                   | 18                   | СОЛТСЕБ | Секція обчислювальних, локаційних, телекомунікаційних систем та елементної бази | 4                    |
| ВНЗ        | Відділення наук про Землю                                               | 24                   | СГГГГН  | Секція геології, геофізики, геохімії та гірських наук                           | 15                   |
| ВНЗ        | Відділення наук про Землю                                               | 24                   | СОФАГ   | Секція океанології, фізики атмосфери та географії                               | 9                    |
| ВСН        | Відділення суспільних наук                                              | 18                   | СЕ      | Секція економіки                                                                | 9                    |
| ВСН        | Відділення суспільних наук                                              | 18                   | СМВ     | Секція міжнародних відносин                                                     | 3                    |
| ВСН        | Відділення суспільних наук                                              | 18                   | СФПСПП  | Секція філософії, політології, соціології, психології та права                  | 6                    |
| ВФН        | Відділення фізичних наук                                                | 18                   | СЗФА    | Секція загальної фізики і астрономії                                            | 13                   |
| ВФН        | Відділення фізичних наук                                                | 18                   | СЯФ     | Секція ядерної фізики                                                           | 5                    |
| ВХНМ       | Відділення хімії та наук про матеріали                                  | 33                   | СНМ     | Секція наук про матеріали                                                       | 14                   |
| ВХНМ       | Відділення хімії та наук про матеріали                                  | 33                   | СХН     | Секція хімічних наук                                                            | 19                   |

### Регіональні відділення
145 дійсних членiв РАН не належать регіональним відділенням РАН. Розподіл решти 54 академіків за регіональними відділеннями відображено в наступній таблиці.
| Регіональне відділення  | Скорочення | Кількість академіків | Голова відділення           |
| ----------------------- | ---------- | -------------------- | --------------------------- |
| Далекосхідне відділення | ДСВ        | 9                    | Сергієнко Валентин Іванович |
| Сибірське відділення    | СВ         | 32                   | Асєєв Олександр Леонідович  |
| Уральське відділення    | УрВ        | 13                   | Чарушин Валерій Миколайович |

### Наукові ступені

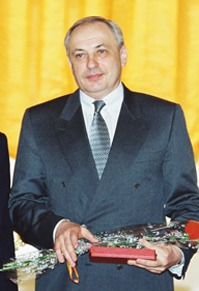
Академік РАН, голова ВАК Росії біофізик М. П. Кірпічніков

| Науковий ступінь                   | Скорочення | Кількість академіків |
| ---------------------------------- | ---------- | -------------------- |
| доктор біологічних наук            | д.б.н.     | 24                   |
| доктор географічних наук           | д.г.н.     | 4                    |
| доктор геолого-мінералогічних наук | д.г.-м.н.  | 10                   |
| доктор економічних наук            | д.е.н.     | 11                   |
| доктор історичних наук             | д.і.н.     | 8                    |
| доктор медичних наук               | д.м.н.     | 9                    |
| доктор політичних наук             | д.пол.н.   | 2                    |
| доктор технічних наук              | д.т.н.     | 31                   |
| доктор фізико-математичних наук    | д.ф.-м.н.  | 60                   |
| доктор філологічних наук           | д.філ.н.   | 3                    |
| доктор філософських наук           | д.філос.н. | 3                    |
| доктор хімічних наук               | д.х.н.     | 33                   |
| доктор юридичних наук              | д.ю.н.     | 1                    |